# Province d'Olbia-Tempio
La province d'Olbia-Tempio était une des huit provinces italiennes de la région autonome de Sardaigne jusqu'au 20 avril 2016, date à laquelle elle a été réintégrée dans la province de Sassari. Des nouvelles provinces sardes, créées en 2005, c'est la seule qui devait initialement subsister avec la réforme d'août 2011 en raison de l'étendue de son territoire (qui dépassait le seuil de 3 000 km²), même si un référendum régional a formellement abrogé en 2012 la création de nouvelles provinces en Sardaigne. Les dispositions devant mettre en œuvre ce référendum n'ont pas été adoptées, ce qui provoqua la mise sous tutelle à compter du 1er juillet 2013. Avec l'approbation de la loi régionale 2 du 4 fevrier 2016, la province est finalement dissoute avec effet au 20 avril 2016 et remplacée, sur le plan opérationnel, par la zone homogène Olbia-Tempio, afin de garantir par la permanence des bureaux d'Olbia et de Tempio Pausania l'exercice autonome des fonctions provinciales et la fourniture des services connexes, bien que dans le cadre de la province de Sassari. Avec la réforme des subdivisions administratives sardes en 2021, un corps intermédiaire de ce territoire est rétabli sous le nom de province de Sardaigne Nord-Est,.

## Histoire
La Gallura devait avoir dans l'Antiquité mais aussi à l'époque des judicats une population répartie sur son territoire, à l'intérieur des terres et sur les côtes (en témoigne la toponymie). Elle se dépeupla sous la domination aragonaise et espagnole et à la fin du XVIIIe siècle, la Gallura ne comptait plus que sept communes (en sarde latinisé, villae) en plus d'une population pastorale qui vivait isolée dans les stazzi (des cases isolées). L'ancien judicat de Gallura était plus étendu que l'actuelle province et comprenait des zones qui font désormais partie de l'Anglona, de la Baronia et de la Barbagia.
Au début du XVIIIe, (1720), on constate un repeuplement sensible, en plus de la croissance des villae, le regroupement de stazzi (en italien cussorge) en petits villages, ou la création ex novo de villages autour d'églises paroissiales établies par concession royale (comme celles de S. Francesco d'Aglientu, S. Pasquale, S. Teodoro d'Ovidde, S. Maria d'Arzachena) ou autour d'églises lieu de culte ancien (comme celles de Luogosanto, S. Maria Coghinas, S. Antonio, S. Pantaleo) ou dans des conditions particulières de formation (Golfo Aranci, Palau) ou finalement par décret royal (Santa Teresa Gallura).
La Gallura comprenait historiquement les communes suivantes : Tempio, Olbia, Luras, Calangianus, Aggius, Bortigiadas, S. Teresa, Arzachena, Luogosanto, Palau, S. Francesco d'Aglientu, La Maddalena, Trinità d'Agultu, Telti, Golfo Aranci, S. Maria Coghinas, Badesi, Viddalba, S. Antonio di Gallura, Loiri Porto San Paolo, S. Teodoro, Budoni, Erula et Padru.

## Culture
Une particularité de cette province est le dialecte gallurais (en italien, gallurese). La présence de ce dialecte du corse remonte à une immigration importante de Corses au XVe siècle. Il ressemble à l'
oltremontano parlé dans les environs de Sartène. Les premières traces écrites datent du XVIIIe siècle (sous forme de poésies). Néanmoins, son vocabulaire comporte de nombreux emprunts au sarde à tel point que certains nationalistes revendiquent son appartenance à une langue sarde commune - ce qui est généralement réfuté par les linguistes des langues romanes. Malgré l'étendue de son territoire, le dialecte est très uniforme quelle que soit la région où il est parlé, ce qui confirme la thèse de son arrivée tardive, empêchant la segmentation. Le gallurais n'est pas parlé à Olbia et dans ses environs immédiats, région peuplée par des Sardes logudorais (variante logudorais commun).

## Administration
La province d'Olbia-Tempio a été créée avec une loi régionale (no 9) du 12 juillet 2001 avec trois autres provinces sardes.
Elle comprend le territoire historique du judicat de la Gallura, la côte nord-orientale de la Sardaigne, y compris la Costa Smeralda et l'île de la Maddalena. Ces territoires faisaient partie (pour la plupart) de l'ancienne province de Sassari.
Les deux chefs-lieux sont Olbia et Tempio Pausania.
26 communes au total, dont 24 sont détachées de la province de Sassari et 2 de la province de Nuoro.
Précédemment dénommée Zone de programme régional n° 2 (Gallura), la nouvelle province est devenue opérationnelle avec la dissolution des anciens conseils provinciaux et le déroulement des élections des 8 et 9 mai 2005 et l'élection du conseil provincial le 23 mai 2005. Depuis les élections régionales de 2004, la province constitue déjà une circonscription électorale provinciale avec 5 sièges et un Bureau central de circonscription auprès du Tribunal de Tempio Pausania (loi régionale no 3 du 26 février 2004).
Les 26 communes attribuées à cette province par la loi régionale no 9 du 12 juillet 2001 sont :
- Détachées de la  Province de Sassari (24) : Aggius, Aglientu, Alà dei Sardi, Arzachena, Berchidda, Bortigiadas, Buddusò, Calangianus, Golfo Aranci, La Maddalena, Loiri Porto San Paolo, Luogosanto, Luras, Monti, Olbia, Oschiri, Padru, Palau, Sant'Antonio di Gallura, Santa Teresa Gallura, Telti, Tempio Pausania, Trinità d'Agultu e Vignola
- Détachées de la Province de Nuoro (2) : Budoni, San Teodoro.

Par la loi régionale no 10 du 13/10/2003, une 26e commune a été attribuée à cette nouvelle province, à partir de celle de Sassari, c'est celle de Badesi. Ce détachement sera définitif avec les élections des 8 et 9 mai 2005.
Communes (ancienne province de rattachement, SS = Sassari ; NU = Nuoro) — superficie en km² — recensement en 1991 — recensement en 2001) :
| 01 | AGGIUS                      | SS | 83.56  | 1.787  | 1.696  |
| 02 | AGLIENTU                    | SS | 148.56 | 1.102  | 1.090  |
| 03 | ALA' DEI SARDI              | SS | 188.60 | 2.052  | 1.959  |
| 04 | ARZACHENA                   | SS | 228.61 | 9.435  | 10.616 |
| 05 | BERCHIDDA                   | SS | 201.88 | 3.353  | 3.227  |
| 06 | BORTIGIADAS                 | SS | 76.76  | 987    | 898    |
| 07 | BUDDUSÒ                     | SS | 347.97 | 6.367  | 4.193  |
| 08 | BUDONI                      | NU | 55.90  | 3.650  | 4.156  |
| 09 | CALANGIANUS                 | SS | 126.35 | 4.679  | 4.719  |
| 10 | GOLFO ARANCI                | SS | 37.97  | 1.942  | 2.098  |
| 11 | LA MADDALENA                | SS | 49.37  | 11.048 | 11.653 |
| 12 | LOIRI PORTO SAN PAOLO       | SS | 117.75 | 2.014  | 2.273  |
| 13 | LUOGOSANTO                  | SS | 135.45 | 1.875  | 1.835  |
| 14 | LURAS                       | SS | 87.03  | 2.762  | 2.706  |
| 15 | MONTI                       | SS | 123.44 | 2.698  | 2.514  |
| 16 | OLBIA                       | SS | 376.10 | 41.095 | 44.837 |
| 17 | OSCHIRI                     | SS | 216.07 | 3.900  | 3.800  |
| 18 | PADRU                       | SS | 0      | 0      | 2.121  |
| 19 | PALAU                       | SS | 44.38  | 3.169  | 3.438  |
| 20 | S. ANTONIO DI GALLURA       | SS | 81.27  | 1.636  | 1.638  |
| 21 | SAN TEODORO                 | NU | 104.87 | 2.507  | 3.457  |
| 22 | SANTA TERESA DI GALLURA     | SS | 101.19 | 4.024  | 4.192  |
| 23 | TELTI                       | SS | 84.65  | 1.922  | 2.021  |
| 24 | TEMPIO PAUSANIA             | SS | 213.69 | 13.899 | 13.943 |
| 25 | TRINITA' D'AGULTU E VIGNOLA | SS | 136.43 | 1.971  | 2.044  |
| 26 | BADESI                      | SS | 30.71  | 1.860  | 1.887  |

## Politique
Lors des premières élections provinciales (qui permettent de rendre effective l'existence de la province), les résultats au premier tour ont été les suivants (les 8 et 9 mai 2005) :
- Forza Italia B, 12 625 voix, 15,4 %, 5 conseillers (dont le candidat battu au second tour à la présidence, Livio Fedeli : Tiziano Pinna, Giuseppe Fasolino, Graziano Beccu, Anastasia Altana et Livio Fideli) ;
- Sinistra federalista sarda A, 11 322 voix, 13,8 %, 5 conseillers (Domenico Mannironi, Pier Franco Zanchetta, Pietro Sotgiu, Nino Nicoli et Tore Derosas) ;
- Margherita A, 10 268 voix, 12,6 %, 4 conseillers (Sebastiano Pirredda, Pier Paolo Spano, Piero Sircana et Carlo Ferrari) ;
- Union des démocrates chrétiens B, 8 478 voix, 10,4 %, 2 conseillers (Franco Marotto et Luigi Pintus) ;
- Alliance nationale B, 8 466 voix, 10,4 %, 2 conseillers (Mario Russu et Gianfranco Pinducciu) ;
- Gallura Unita, A, regroupant Progetto Sardegna, Socialistes démocrates italiens, Refondation communiste et Italia dei Valori, 6 666 voix, 8,2 %, 2 conseillers (Emanuela Murgia et Francesco Carbini)
- Popolari-UDEUR A, 6 412 voix, 7,8 %, 2 conseillers (Gesuino Achenza et Gilberto Bo)
- Mouvement populaire pour la protection de l'environnement et de la chasse (MPTAV), 3 623 voix, 4,4 %
- Riformatori sardi (libéraux-démocrates) B, 3 296 voix, 4 %, 1 conseiller (Salvatore Marrone) ;
- Parti sarde d'action A, 3 144 voix, 3,8 %, 1 conseiller (Elio Casu) ;
- Fortza Paris B, 2 985 voix, 3,6 %
- Autonomia socialista Sardegna B, 2 031 voix, 2,5 %
- Indipendentzia (iRS), 1 093 voix, 1,3 %
- Sardigna Natzione Indipendentzia (SNI), 771, 0,9 %
- Parti républicain italien B, 608, 0,7 %.

Les listes A (centre-gauche) soutenaient la candidature de Anna Pietrina Murrighile (Gallura Unita, de Progetto Sardegna) qui a obtenu au premier tour 40 039 voix et 46,9 %. Les listes B (centre-droite) soutenaient Livio Fedeli (Forza Italia) qui a obtenu 39 684 voix et 46,4 %. Il y a eu donc un ballotage (2e tour, 15 jours après) pour décider du Président de la province et l'attribution définitive des sièges de conseillers. Les trois autres candidats à la présidence, Gianmario Marongiu (MPTAV) 4,4 %, Gianni Pala (IRS) 1,4 % et Domenica Careddu (SN) 1 %, se partageant les autres voix, ne sont pas admis au second tour ni à la répartition des conseillers. Avant cette élection, la province nouvellement créée avait la réputation d'être une région nettement marquée à droite, comme son chef-lieu Olbia.
Au second tour (ballotage), les 22 et 23 mai 2005, Pietrina Murrighile remporte la présidence de la nouvelle province avec 38 757 voix (51,9 %), son adversaire, Livio Fideli, ne recueillant que 35 936 voix (48,1 %).
Opposition du conseil provincial : 10 conseillers (dont Livio Fideli) — Majorité de centre-gauche : 14 (sans compter la présidente).